# Трусы-шорты

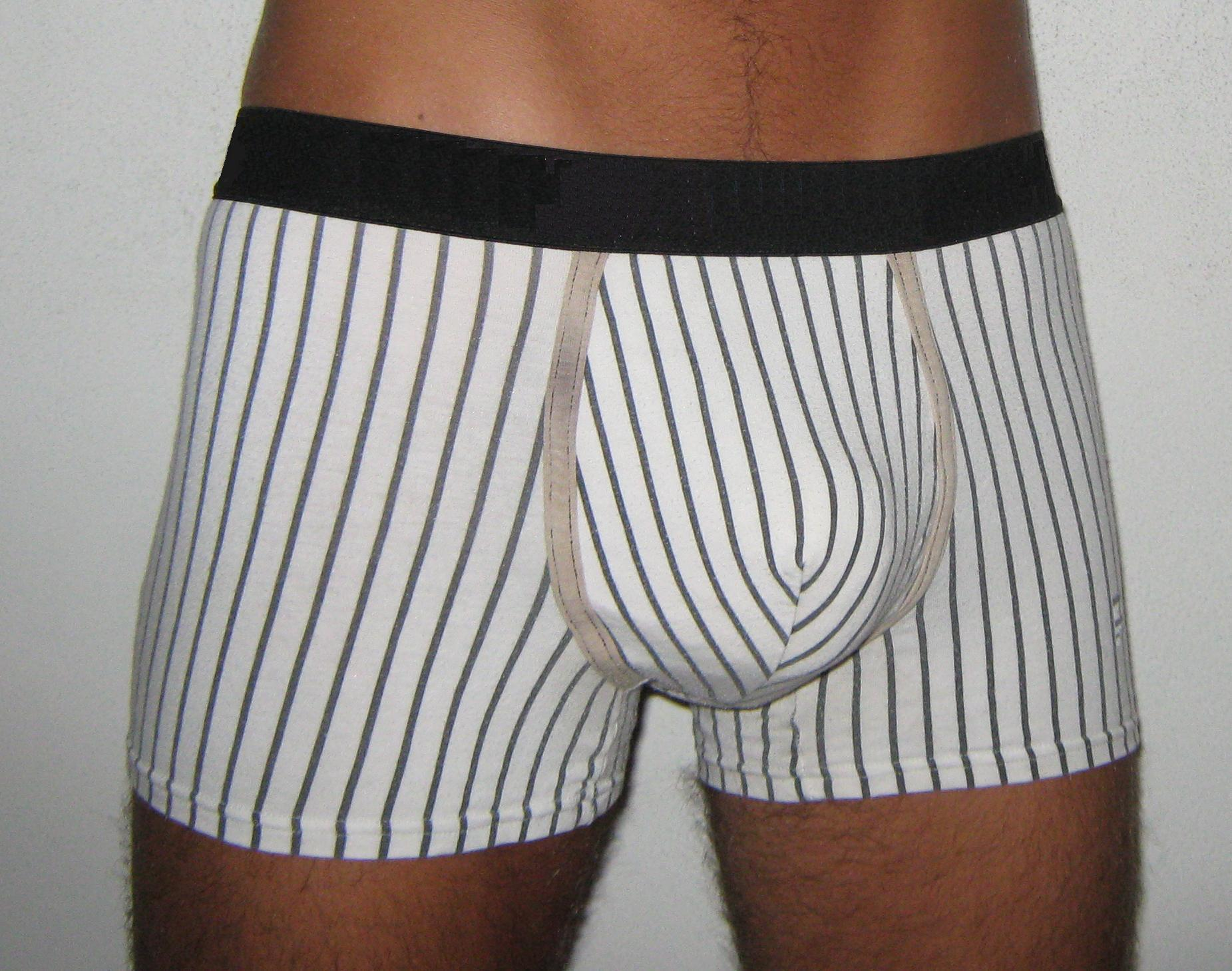
Мужчина в трусах-шортах

Трусы́-шо́рты (англ. boxer briefs; также бо́ксеры-бри́фы, тра́нки) — тип мужского нижнего белья. Представляют собой обтягивающие трусы в виде шортов, гибрид трусов-боксеров (англ. boxer shorts) и трусов-брифов (англ. briefs). По дизайну похожи на боксеры, но при этом, как брифы, удерживают половые органы в фиксированном положении.

## История
Трусы-шорты появились в начале 1990-х годов. В настоящее время является самым популярным типом мужского нижнего белья на Западе.

## Дизайн
Трусы-шорты шьют из мягких эластичных тканей натурального или синтетического происхождения, используя различные цвета и окраски (однотонные, в полоску, с различными рисунками и т. д.). В зависимости от производителя трусы-шорты шьются различной длины (короткие на талии, до середины бедра и т. д.), могут быть с ширинкой или без неё. Часто на поясе находится имя бренда.

## Галерея

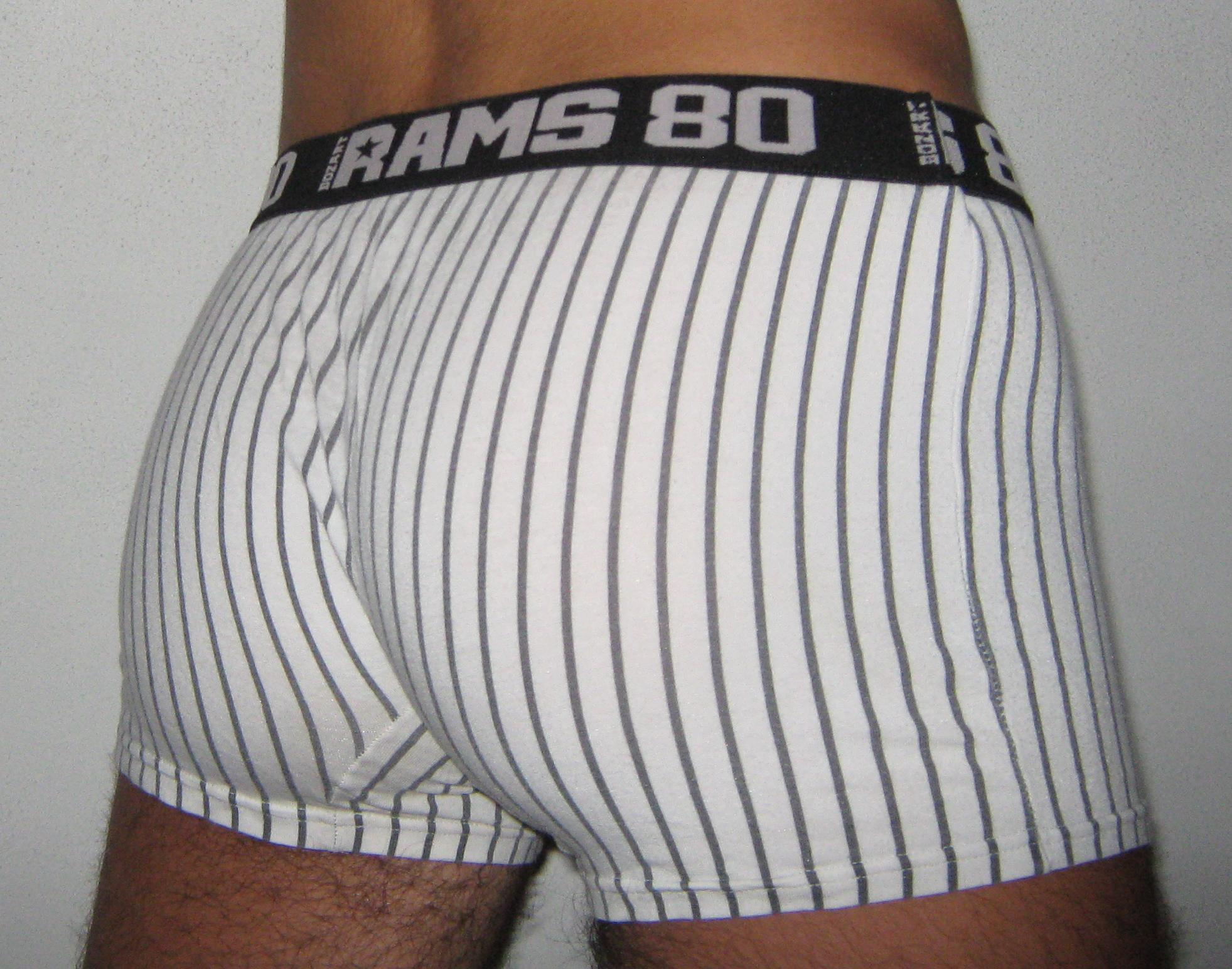
Трусы-шорты (вид сзади)
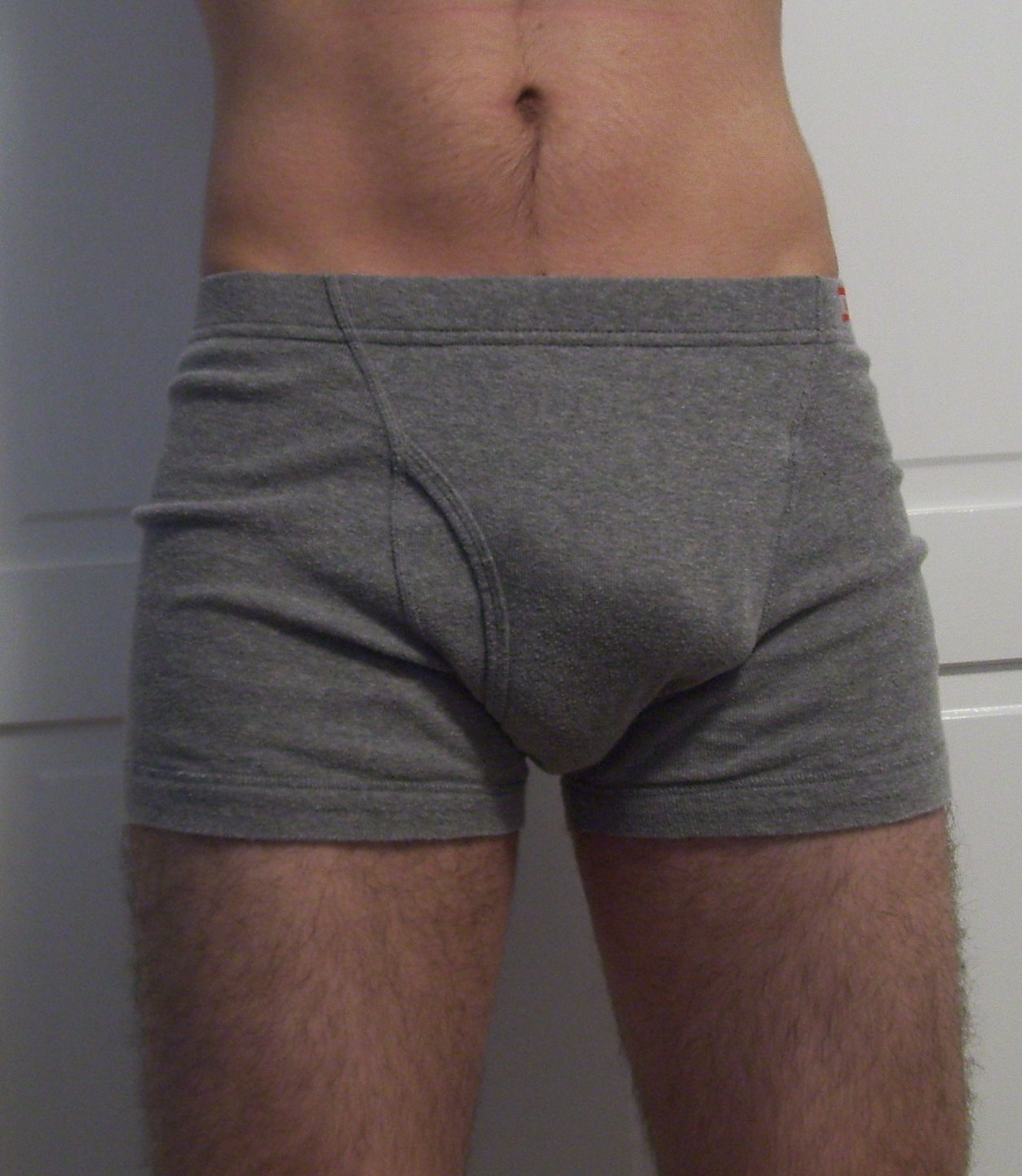
Трусы-шорты с ширинкой
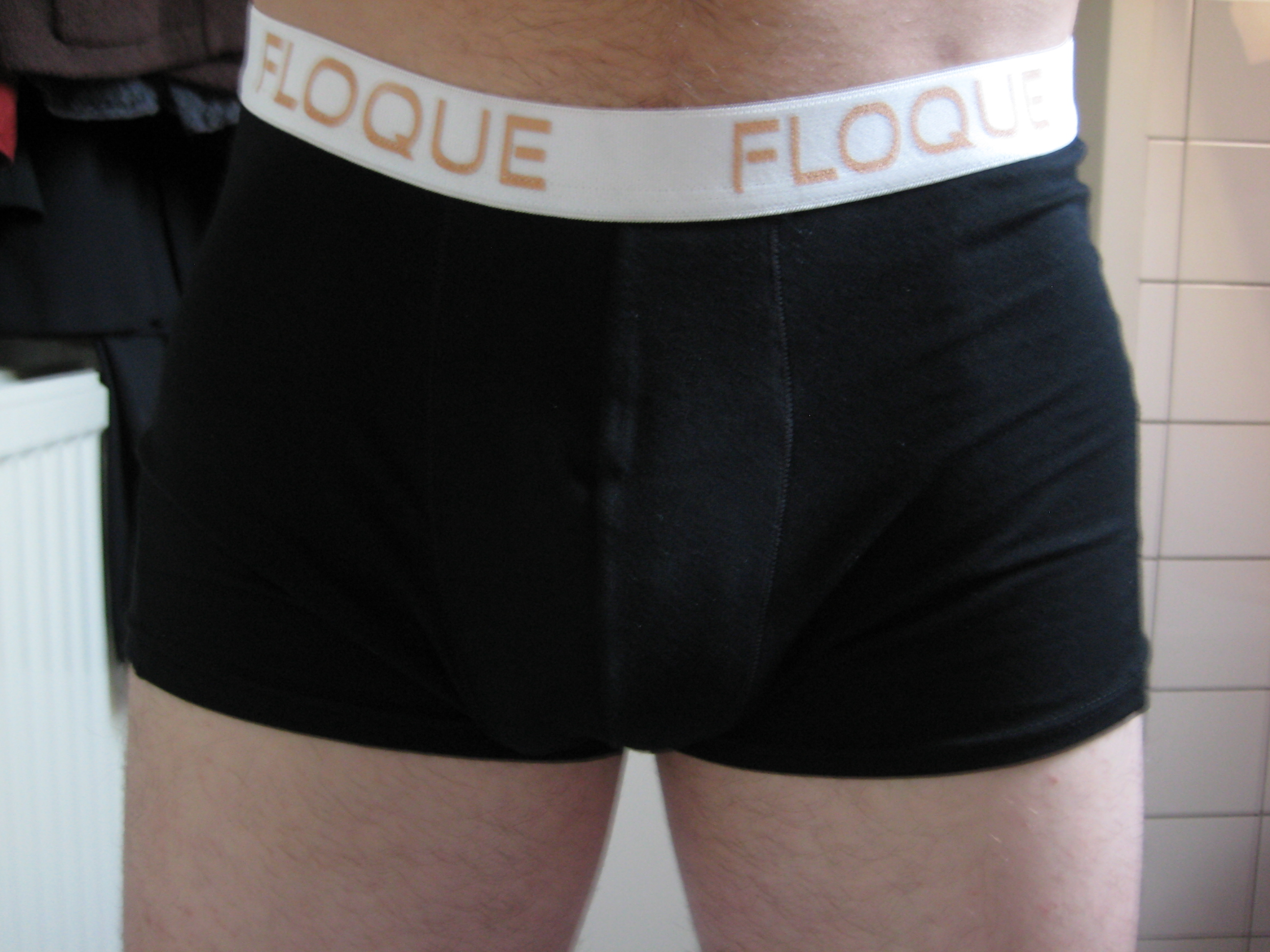
Короткие трусы-шорты
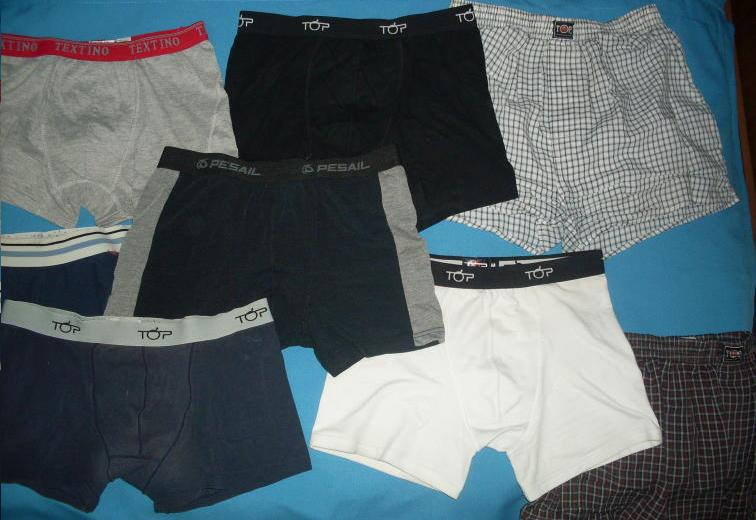
Различные трусы-шорты